# Nick Cassavetes
 (mars 2019).
Si vous disposez d'ouvrages ou d'articles de référence ou si vous connaissez des sites web de qualité traitant du thème abordé ici, merci de compléter l'article en donnant les références utiles à sa vérifiabilité et en les liant à la section « Notes et références ».
Pour les articles homonymes, voir Cassavetes.
Nick Cassavetes né le 21 mai 1959 à New York est un acteur, réalisateur, scénariste et producteur de cinéma américain.

## Biographie
Nick Cassavetes est le fils de John Cassavetes et Gena Rowlands. Il est l'aîné d'une fratrie de trois enfants ; ses deux sœurs cadettes : Alexandra (Xan), née en 1965, et Zoe, née en 1970, sont toutes deux scénaristes et réalisatrices.
Avec sa première épouse, Isabelle Rafalovich, il a eu deux enfants : Sasha, née en 1988, et Virginia (portant le même prénom que sa grand-mère Gena Rowlands dont le véritable prénom est Virginia). Barbarella, née en 2004, est la fille de l'actrice Heather Wahlquist.

## Filmographie

### Comme acteur

#### Cinéma
- 1970 : Husbands : Nick
- 1985 : Mask : T. J.
- 1986 : Quiet Cool : Valence
- 1986 : Sans issue (Black Moon Rising) : Luis
- 1986 : Phantom (The Wraith) : Packard Walsh
- 1988 : Under the Gun : Tony Braxton
- 1988 : Assault of the Killer Bimbos : Wayne-O
- 1989 : Desperation Rising : Tony Sarchuzi
- 1989 : Vengeance aveugle (Blind Fury) de Phillip Noyce : Lyle Pike
- 1990 : Object of Desire
- 1990 : Backstreet Dreams : Mikey
- 1991 : Delta Force 3 : Charlie
- 1993 : Sins of Desire : Barry Mitchum
- 1993 : Broken Trust : Alan Brogan
- 1993 : Body of Influence : Jonathan Brooks
- 1993 : Sins of the Night : Jack Neitsche
- 1994 : Twogether d'Andrew Chiaramonte : Wolfgang Amadeus 'John' Madler
- 1994 : Class of 2001 (Class of 1999 II: The Substitute) : Emmett Grazer
- 1994 : Mrs Parker et le cercle vicieux (Mrs. Parker and the Vicious Circle) d'Alan Rudolph : Robert Sherwood
- 1996 : Black Rose of Harlem : Johnny
- 1997 : Me and the Gods : Adonis Papadapadopounopoulopoulos
- 1997 : Volte/face (Face/Off) de John Woo : Dietrich Hassler
- 1998 : Conversations in Limbo
- 1999 : Perpète (Life) de Ted Demme : le sergent Dillard
- 1999 : Intrusion (The Astronaut's Wife) : le capitaine Alex Streck
- 2000 : Panic
- 2001 : Blow de Ted Demme : l'homme dans le salon de Derek
- 2011 : Very Bad Trip 2 (The Hangover Part II) de Todd Phillips : le tatoueur
- 2020 : Prisoners of the Ghostland de Sono Sion : un psychopathe
- 2021 : Queenpins de Aron Gaudet et Gita Pullapilly : le capitaine Pain

#### Télévision
- 1980 : Les Retrouvailles (Reunion) : Steve Cowan
- 1988 : Shooter (en) : Tex
- 1995 : Un papa de rechange (Just Like Dad) : Joe (Joe Joe)
- 2010 : Entourage : lui-même

### Comme réalisateur
- 1996 : Décroche les étoiles (Unhook the Stars)
- 1997 : She's So Lovely
- 2002 : John Q
- 2004 : N'oublie jamais (The Notebook)
- 2006 : Alpha Dog
- 2009 : Ma vie pour la tienne
- 2012 :  Yellow
- 2014 : Triple alliance (The Other Woman)
- 2023 : Le Prix de la vengeance (God Is a Bullet)
- 2025 : Marked Men (Marked Men: Rule + Shaw)

### Comme scénariste
- 1996 : Décroche les étoiles (Unhook the Stars) de lui-même
- 2001 : Blow de Ted Demme
- 2006 : Alpha Dog de lui-même
- 2023 : Le Prix de la vengeance (God Is a Bullet) de lui-même

### Comme producteur
- 2003 : The Incredible Mrs. Ritchie (TV)

## À noter
- Nick Cassavetes est un joueur de poker amateur confirmé, il fait une apparition dans la série High Stakes Poker dans laquelle il est confronté à des professionnels du top niveau, et montre quelques indéniables talents pour le jeu[réf. nécessaire].